# Мелик-Еганов, Джавад-бек Ирзабекович
Джавад бек Мелик-Еганов (азерб. Cavad bəy Rza bəy oğlu Məlikyeqanov) — азербайджанский государственный и общественный деятель, представитель рабочих-мусульман в Закавказском сейме, генерал-губернатор Ленкоранского уезда с августа 1919 по апрель 1920 года, первый председатель профсоюза Азербайджанской Демократической Республики, депутат парламента АДР от фракции «Мусават». Стал жертвой сталинских репрессий.

## Биография
Родился в 1878 году в селе Туг (Тох) Шушинского уезда Елисаветпольской губернии Российской империи. Этнический тюрок (официальное название азербайджанцев в 1920—30-х). Начальное образование получил в школе Мир Мехти Хазани, позже окончил техническое училище.
В 1903 году приехал из родного Карабаха в Баку, где работал на разных, преимущественно административных должностях нефтепромышленных фирм. Позже активно включается в революционное движение, охватившее рабочий Баку, вступил в партию «Гуммет». Джавад бек возглавляет профсоюзное движение рабочих-мусульман, выступает в числе организаторов забастовок как экономического, так и политического характера, в проведении шествий и демонстраций в поддержку требований рабочих. Участвует также в подаче протестов и петиций правительству. В 1909 году в результате своей деятельности был арестован и выслан из Баку. После возвращения в 1914 году продолжает работать на нефтепромышленных фирмах, в 1917 году вступает в партию «Мусават», где был лидером левого рабочего крыла и работает в отделе по рассмотрению конфликтов между трудящимися и предпринимателями.
В мае 1918 вошел в состав Национального совета Азербайджана, в декабре 1918 стал членом азербайджанского парламента, генерал-губернатор Ленкоранского уезда (1919). Первый председатель профсоюза Азербайджанской Демократической Республики. В Советское время — работник Наркомтруда, строительного треста, промышленного техникума им. Н. Нариманова, треста «Бактопливо».

### Политическое преследование
Арестован 7 февраля 1930 года. Содержался в Беломорско-Балтийском комбинате НКВД. Во время «Большого террора» тройкой НКВД Карельской АССР от 20 ноября 1937 года был осуждён по статье 58-11 и приговорён к расстрелу. Расстрелян и похоронен 9 декабря 1937 года в урочище «Сандармох» Медвежьегорского района Карельской АССР. Реабилитирован ПВ Суда КАССР 7 февраля 1959 года. В сентябре 2020 г. в рамках Проекта "Сандармох. Возвращенные имена" там установлена его мемориальная табличка.

## Семья

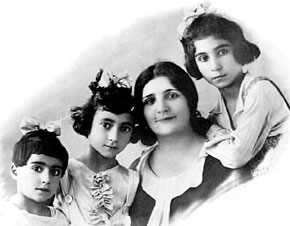
Супруга Марьям Байрамалибекова (Мелик-Еганова) и дочери Азера (крайняя справа), Талия и Асиман

Супругой Джавад бека Мелик-Еганова была основательница благотворительного общества и первой в Ленкоране школы для девочек Марьям Байрамалибекова, представлявшая делегацию Азербайджана на I Всесоюзном съезде учителей, состоявшимся в Москве 12 января 1925 года.
Джавад бек Мелик-Еганов был братом начальника отдела просвещения Джебраильского уезда Бахрам бека Мелик-Еганова.